# Philippe Tourret
Philippe Tourret (* 8. Juli 1967 in Tonneins) ist ein ehemaliger französischer Leichtathlet, der sich auf den 110-Meter-Hürdenlauf spezialisiert hat.

## Sportliche Laufbahn
Erste internationale Erfahrungen sammelte Philippe Tourret vermutlich im Jahr 1986, als er bei den Juniorenweltmeisterschaften in Athen in 14,11 s den vierten Platz über 110 m Hürden belegte. Im Jahr darauf schied er bei den Halleneuropameisterschaften in Liévin mit 7,86 s in der Vorrunde im 60-Meter-Hürdenlauf aus und 1988 schied er bei den Halleneuropameisterschaften in Budapest mit 7,74 s im Halbfinale aus. Im September erreichte er bei den Olympischen Sommerspielen in Seoul teil und schied dort mit 13,96 s im Halbfinale über 110 m Hürden aus. 1989 gewann er bei den Halleneuropameisterschaften in Den Haag in 7,67 s die Bronzemedaille über 60 m Hürden hinter dem Briten Colin Jackson und Holger Pohland aus der DDR. Im August gelangte er dann bei der Sommer-Universiade in Duisburg mit 13,69 s auf den vierten Platz über 110 m Hürden. Im Jahr darauf kam er bei den Halleneuropameisterschaften in Glasgow im Vorlauf über 60 m Hürden nicht ins Ziel und im August belegte er bei den Freiluft-Europameisterschaften in Split in 13,61 s den sechsten Platz. 1991 wurde er bei den Hallenweltmeisterschaften in Sevilla in 7,66 s ebenfalls Sechster über 60 m Hürden und im Jahr darauf schied er bei den Olympischen Sommerspielen in Barcelona mit 14,09 s im Viertelfinale über 110 m Hürden aus, woraufhin er seine aktive sportliche Karriere im Alter von 25 Jahren beendete.
In den Jahren von 1988 bis 1990 wurde Tourret französischer Meister im 110-Meter-Hürdenlauf.

## Persönliche Bestleistungen
- 110 m Hürden: 13,28 s (−1,0 m/s), 12. August 1990 in Monaco
  - 60 m Hürden (Halle): 7,56 s, 23. Februar 1991 in Paris